# Magamed Saidowi
Magamed Saidowi (gruz. მაგამედ საიდოვი; ur. 13 sierpnia 1996) – gruziński zapaśnik startujący w stylu wolnym. Piąty w Pucharze Świata w 2018 roku.